# Goleš
Goleš är en bergstopp i Montenegro. Den ligger i den östra delen av landet. Toppen på Goleš är 2 126 meter över havet. Goleš ingår i Visitor.
Terrängen runt Goleš är bergig åt sydväst, men åt nordost är den kuperad. Omgivningarna runt Zeletin är en mosaik av jordbruksmark och naturlig växtlighet.